# Bezprym
Bezprym (986/987-1032), va ser el primer fill de Boleslau I de Polònia i una princesa hongaresa de nom desconegut antigament identificada amb Judit. Se'l privava del tron de Polònia per donar-lo al seu germà Casimir i es refugià al Rus de Kiev. Després de la mort del seu marit, Richensa, mare de Casimir, va intentar probablement agafar el poder al país i assegurar la corona al seu fill. Tanmateix, no ho aconseguí i Casimir hagué de fugir al Regne d'Hongria mentre les parts centrals de Polònia eren controlades per Bezprym en aliança amb Conrad II, emperador del Sacre Imperi Romanogermànic i el príncep de Rutènia Iaroslau I de Kíev. La regió de Gran Polònia es revoltà contra els nobles i el clergat. També la secessionista Masòvia i un noble local nomenat Miecław formaren un estat propi. Una situació similar es donà a Pomerània, on tenia el poder una dinastia local lleugerament relacionada amb el Piasts. El regnat de Bezprym va ser passatger, fou assassinat el 1032 i Miecislau II retornà al tron de Polònia. El duc Bretislau I de Bohèmia, observant el període de confusió a Polònia, aprofità la debilitat del seu veí i envaí el país en 1039. Després d'una lluita curta, conquerí Silèsia i Petita Polònia i saquejà severament Gran Polònia, cremant completament Gniezno i saquejant les relíquies de Sant Adalbert.
És possible que mentre era a Hongria se'l nomenés cap del comtat de Veszprém i Zala. En aquest cas el nom de Veszprém s'originaria a partir del seu nom.